# Francesco Panitteri
Francesco Panitteri (Trapani, 20 maggio 1921 – Trapani, 27 marzo 1990) è stato un magistrato e militare italiano, nel 1978 fondò l'Associazione nazionale italiana ex legionari della Legione straniera francese.

## Biografia
Il 3 giugno 1940 divenne segretario della Gioventù Universitaria Fascista trapanese.  Nel 1941 si laureò in giurisprudenza a Palermo, vincendo inoltre il concorso in magistratura e fu assegnato come uditore al tribunale di Roma. Nello stesso anno si arruolò volontario ottenendo il brevetto di ufficiale pilota di complemento della Regia Aeronautica. Il 1º luglio 1943 seguì Enzo Savorgnan, segretario del PNF di Trapani dal 1940 al 1943, a Verona dove era stato nominato federale. Dopo l'8 settembre 1943 aderì della Repubblica Sociale Italiana e fu chiamato dal prefetto Enzo Savorgnan, come funzionario del PFR a Reggio Emilia. Il 29 gennaio del 1944 ricoprì l'incarico di pubblico ministero del tribunale speciale straordinario nel processo di don Pasquino Borghi, successivamente decorato alla memoria della medaglia d'oro al valor militare e di altri otto partigiani.
Processato il 5 dicembre 1946 dalla Corte di Assise Straordinaria di Reggio Emilia nel dicembre 1946  fu condannato a 24 anni di reclusione, alla confisca dei beni e all'interdizione perpetua dai pubblici uffici.
Panitteri si recò in Francia dove il 14 luglio 1948 si arruolò nella Legione straniera francese con il nome di Henri di Lagarde. Promosso caporale nel 3º Reggimento, il 27 luglio 1949 fu gravemente ferito nel corso della guerra d'Indocina nella regione di Pj Ti, in località  Deo cổ mã, in un'imboscata tesa alla sua colonna dai ribelli Viet Minh. Perse una gamba ed un braccio, rimanendo invalido, e venne decorato con la Médaille militaire (1952), lasciando la Legione nel 1952.
Insignito del grado di Cavaliere della Legion d'Onore (1955) e successivamente promosso a quello di Ufficiale (1978), fondò nel 1979 l''Associazione nazionale italiana ex legionari della Legione straniera francese (A.N.I.E.L), della quale rimase presidente eletto sino alla morte, con sede a Trapani.
Il 30 aprile 1980, nel corso dell'anniversario della cerimonia della battaglia di Camerone a Aubagne, fu il portatore della reliquia della mano di legno del capitano Jean Danjou risultando il primo italiano ad avere questo privilegio .